# Red Kelly (Eishockeyspieler)
Leonard Patrick „Red“ Kelly, CM (* 9. Juli 1927 in Simcoe, Ontario; † 2. Mai 2019 in Toronto, Ontario) war ein kanadischer Eishockeyspieler, -trainer und -funktionär, der im Verlauf seiner aktiven Karriere zwischen 1945 und 1967 unter anderem 1480 Spiele für die Detroit Red Wings und Toronto Maple Leafs in der National Hockey League hauptsächlich auf der Position des Verteidigers bestritten hat. Kelly gehörte während seiner Zeit als Aktiver in den 1950er- und 1960er-Jahren zu den besten Spielern auf seiner Position und gilt als einer der ersten Offensivverteidiger überhaupt. Während seiner 20 Spielzeiten in der NHL gewann er insgesamt achtmal den Stanley Cup – jeweils vier mit den Red Wings und Maple Leafs. Darüber hinaus war Kelly im Jahr 1954 der erste Gewinner der James Norris Memorial Trophy, die seither den besten Verteidiger der Liga ehrt. Ebenso erhielt er viermal die Lady Byng Memorial Trophy und wurde zwischen 1950 und 1957 achtmal in Folge in eines der beiden NHL All-Star Teams berufen. Im Jahr 1969 wurde er in die Hockey Hall of Fame aufgenommen, während seine Trikotnummer 4 sowohl bei den Maple Leafs als auch bei den Red Wings gesperrt ist.

## Karriere

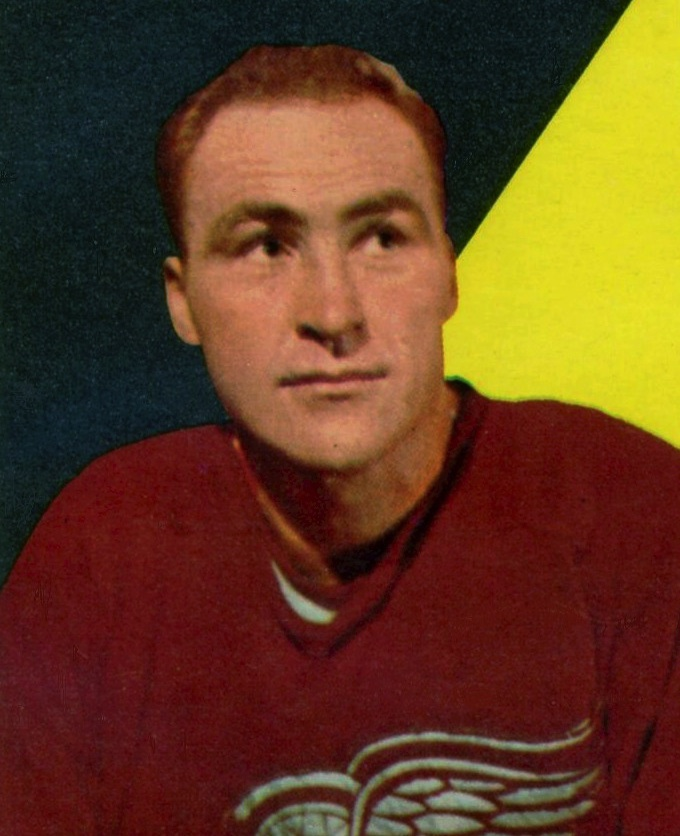
Kelly auf einer Sammelkarte als Spieler der Detroit Red Wings (1958)

### Als Spieler
Kelly, der wegen seiner roten Haare „Red“ genannt wurde, spielte 20 Jahre lang, von 1947 bis 1967, in der NHL. Sein erster Club in der NHL waren die Detroit Red Wings, zu denen er direkt vom St. Michael’s College in Toronto gewechselt war. Der Verteidiger wurde für sein cleveres und faires Checking und eine einzigartige Puck-Behandlung bekannt. Zwischen 1951 und 1954 gewann er dreimal die Lady Byng Memorial Trophy und ist damit bis heute der einzige Verteidiger, der die Trophäe mehrfach gewinnen konnte. Bereits in dieser Zeit spielte er von Zeit zu Zeit als Stürmer, wenn sein Team durch Verletzungen gehandicapt war.
1960 kam es zum Streit zwischen ihm und der Vereinsführung der Red Wings, deren Kapitän er von 1956 bis 1958 war, weil diese sein Spiel öffentlich kritisiert hatten. Er spielte jedoch, und das wussten nur die Clubchefs, mit einem gebrochenen Fuß. Daraufhin sollte er im Tausch gegen Bill Gadsby und Eddie Shack zu den New York Rangers transferiert werden. Doch nur einen Tag später gab Kelly seinen Rücktritt bekannt und der Wechsel war hinfällig.
Der Trainer der Toronto Maple Leafs, Punch Imlach, wollte ihn daraufhin nach Toronto holen. Kelly wollte zuerst nicht, weil ein Talentspäher (Scout) Torontos ihm als Jugendspieler prophezeit hatte, dass er nicht mehr als 20 NHL-Spiele bestreiten werde. Letztendlich kam es trotzdem zu dem Wechsel und bei seinem langjährigen Lieblings-Club wurde „Red“ ein wertvoller Stürmer. Gemeinsam mit Frank Mahovlich bildete er dabei ein hervorragendes Tandem. 1967 beendete er seine Karriere als Stanley-Cup-Sieger, nachdem sein Team in der Finalserie die Montréal Canadiens mit Jean Béliveau bezwungen hatten. Insgesamt gewann er achtmal den Stanley Cup, jeweils viermal mit Detroit und Toronto.
Für seine sportlichen Verdienste wurde er 1969 in die Hockey Hall of Fame in Toronto aufgenommen. Im Jahre 2001 folgte die Aufnahme als Member in den Order of Canada. Im Oktober 2016 sperrten die Toronto Maple Leafs seine Trikotnummer 4, bevor ihnen dies die Detroit Red Wings im Februar 2019 gleichtaten. Damit wurde er zum erst achten Spieler der NHL-Historie, dessen Trikotnummer von zwei Teams nicht mehr vergeben wird.
Red Kelly verstarb am Morgen des 2. Mai 2019 im Alter von 91 Jahren in Toronto.

### Als Trainer
Seine Trainerkarriere begann bei den Los Angeles Kings, die er von 1967 bis 1969 coachte. Danach war er vier Jahre lang, von 1969 bis 1973, Trainer bei den Pittsburgh Penguins, ehe er wieder zu den Maple Leafs nach Toronto zurückkehrte, die er von 1973 bis 1977 betreute.

### Als Politiker
Seine große Beliebtheit half ihm 1962, in das kanadische Parlament einzuziehen. Dabei vertrat er den Bezirk York West drei Jahre lang, bis er sich entschied, sich wieder vollkommen auf den Eishockeysport zu konzentrieren.

## Erfolge und Auszeichnungen
| - 1946 J.-Ross-Robertson-Cup-Gewinn mit den Toronto St. Michael’s Majors - 1947 J.-Ross-Robertson-Cup-Gewinn mit den Toronto St. Michael’s Majors - 1947 Memorial-Cup-Gewinn mit den Toronto St. Michael’s Majors - 1950 Stanley-Cup-Gewinn mit den Detroit Red Wings - 1950 NHL Second All-Star Team - 1950 Teilnahme am NHL All-Star Game - 1951 NHL First All-Star Team - 1951 Lady Byng Memorial Trophy - 1951 Teilnahme am NHL All-Star Game - 1952 Stanley-Cup-Gewinn mit den Detroit Red Wings - 1952 NHL First All-Star Team - 1952 Teilnahme am NHL All-Star Game - 1953 NHL First All-Star Team - 1953 Lady Byng Memorial Trophy - 1953 Teilnahme am NHL All-Star Game - 1954 Stanley-Cup-Gewinn mit den Detroit Red Wings - 1954 James Norris Memorial Trophy - 1954 Lady Byng Memorial Trophy - 1954 NHL First All-Star Team - 1954 Teilnahme am NHL All-Star Game | - 1955 Stanley-Cup-Gewinn mit den Detroit Red Wings - 1955 NHL First All-Star Team - 1955 Teilnahme am NHL All-Star Game - 1956 NHL First All-Star Team - 1956 Teilnahme am NHL All-Star Game - 1957 NHL Second All-Star Team - 1957 Teilnahme am NHL All-Star Game - 1958 Teilnahme am NHL All-Star Game - 1960 Teilnahme am NHL All-Star Game - 1961 Lady Byng Memorial Trophy - 1962 Stanley-Cup-Gewinn mit den Toronto Maple Leafs - 1962 Teilnahme am NHL All-Star Game - 1963 Stanley-Cup-Gewinn mit den Toronto Maple Leafs - 1963 Teilnahme am NHL All-Star Game - 1964 Stanley-Cup-Gewinn mit den Toronto Maple Leafs - 1967 Stanley-Cup-Gewinn mit den Toronto Maple Leafs - 1999 Teilnahme am Heroes of Hockey Game - 2000 Teilnahme am Heroes of Hockey Game - 2001 Teilnahme am Heroes of Hockey Game |

### Sonstiges
| - 1969 Aufnahme in die Hockey Hall of Fame - 1975 Aufnahme in die Hall of Fame des kanadischen Sports - 2001 Member des Order of Canada | - 2001 Aufnahme in die Ontario Sports Hall of Fame - 2016 Sperrung der Trikotnummer 4 durch die Toronto Maple Leafs - 2019 Sperrung der Trikotnummer 4 durch die Detroit Red Wings |

## Karrierestatistik
(Legende zur Spielerstatistik: Sp oder GP = absolvierte Spiele; T oder G = erzielte Tore; V oder A = erzielte Assists; Pkt oder Pts = erzielte Scorerpunkte; SM oder PIM = erhaltene Strafminuten; +/− = Plus/Minus-Bilanz; PP = erzielte Überzahltore; SH = erzielte Unterzahltore; GW = erzielte Siegtore; 1 Play-downs/Relegation; Kursiv: Statistik nicht vollständig)

### NHL-Trainerstatistik
(Legende zur Trainerstatistik: Sp oder GC = Spiele insgesamt; W oder S = erzielte Siege; L oder N = erzielte Niederlagen; T oder U = erzielte Unentschieden; OTL oder OTN = erzielte Niederlagen nach Overtime oder Shootout; Pts oder Pkt = erzielte Punkte; Pts% oder Pkt% = Punktquote; Win% = Siegquote; Resultat = erreichte Runde in den Play-offs)